# Anno Erdle
Anno Erdle (* 6. April 1924 in Düsseldorf; † 19. Dezember 1984 ebenda) war ein deutscher Maler, Zeichner und Bühnenbildner. Seine Landschaften zeigen sowohl impressionistische Züge als auch flächige Abstraktion.

## Leben
Anno Erdle erhielt seine künstlerische Ausbildung zuerst durch seinen Vater, den bekannten und vielfach ausgezeichneten Düsseldorfer Künstler Artur Erdle, später an der Staatlichen Kunstakademie in Düsseldorf beim Genre- und Stilllebenmaler und Hochschullehrer Paul Bindel, dem Porträt- und Landschaftsmaler Franz Doll sowie an der Folkwangschule in Essen, wo er zum Bühnenbildner ausgebildet wurde. Studienreisen führten ihn nach Belgien, in die Niederlande und nach Österreich, vor allem nach Frankreich sowie Spanien. Auf diese Weise wurde sein Malstil durch das Licht des Mittelmeeres geprägt.
In den letzten Tagen des Zweiten Weltkrieges wurde er eingezogen und geriet direkt in französische Kriegsgefangenschaft, aus der er im Frühjahr 1947 kriegsversehrt – mit einer Lungentuberkulose – entlassen wurde. Seit 1950 war er als freier Maler bis zu seinem Tod in Düsseldorf tätig. Auf diversen Einzel- und Gemeinschaftsausstellungen im In- und Ausland waren seine Bilder zu sehen. „Es geschieht nicht oft, dass ein Maler sein Talent weitergibt und der Sohn im gleichen Metier zu Hause ist“, so Karl Ruhrberg, der Direktor der Städtischen Kunsthalle Düsseldorf in dem Katalog zur Ausstellung seines Hauses im Jahr 1970.
Anno Erdle war über ein Jahrzehnt im Vorstand der Künstlervereinigung Rheinische Sezession und engagierte sich aktiv, um die rheinische Malerei im In- und Ausland bekannt zu machen, so organisierte er unter anderem als Geschäftsführender Vorstand 1957 die Ausstellung der Rheinischen Sezession bei der Wiener Secession 1957 und 1958/59 bei der Berliner Secession unter der Schirmherrschaft des regierenden Bürgermeisters Willy Brandt. Seit 1950 bis zu seinem Tode war er Mitglied im Künstlerverein Künstlerverein Malkasten in Düsseldorf, an dessen Ausstellungen er regelmäßig teilnahm. Mehr als 30 Jahre war er außerdem Vorstand im Verband Freier Berufe im Land Nordrhein-Westfalen. Als „Düsseldorfer Jung“ war er ebenfalls bei der Gestaltung von Karnevalswagen des Rosenmontagszuges tätig, u. a. auch für den der Prinzengarde Düsseldorf, in die er 1950 aufgenommen worden war.

## Werk
Anno Erdle liebte sowohl die Architektur als auch die Natur. Nach der Maxime „Die Empfindung ist die Grundlage aller Malerei“ orientierte er sich an der Kunst von Paul Cézanne. Seine im Stil unverwechselbaren Landschaften beinhalten eine ganz persönliche Handschrift: „In ihrer herben Strenge, der vereinfachenden, klaren Komposition, den kräftigen Konturen und Farben, verraten sie den Geist einer wirklichkeitsbewussten Zeit.“ Man konnte ihn regelmäßig als Freilichtmaler treffen, wie er mit Pinsel und Farbe die Landschaft und Natur auf das Bild bannte: „Wer Blumen ordnen will, muss wissen, wie sie wachsen.“ Das subjektive Erlebnis hielt er für entscheidend, zu malen begann er dort, wo ihn das Erlebnis packte, und zwar das „Erlebnis des architektonischen Charakters“. Seine Bilder „sind klar in der Malerei und klar im Geiste; sie verhehlen manchmal nicht die Stimmung, die durch den Wechsel des Lichtes den Objekten den einen einmaligen Charakter gibt, sind aber frei von jeglicher stimmungsmachenden Verniedlichung.“ Seine Bilder sind unter anderem im Besitz der Städte Düsseldorf und Oberhausen sowie des Landes Nordrhein-Westfalen.

## Ausstellungen
- 1949: Rheinische Sezession, Kunsthalle Düsseldorf (auch 1950)
- 1950: Neue Rheinische Secession Düsseldorf, Haus der Kunst München
- 1953: 25 Jahre Rheinische Sezession, Kunstverein Düsseldorf
- 1955: Rheinische Sezession bei dem Bezirksamt Tiergarten von Berlin
- 1956; Rheinische Sezession, Suermondt-Museum Aachen und Bonnefanten, Maastricht
- 1957: Rheinische Sezession bei der Wiener Secession
- 1958/59: Rheinische Sezession bei der Berliner Secession
- 1961: Rheinische Sezession 1961, Beginenhof Hasselt, Niederlande
- 1962: Rheinische Sezession, Museum Folkwang, Essen
- 1964: Maler sehen Spanien, Oberhausen
- 1969: Rheinische Maler unserer Tage, Oberhausen
- 1970: Artur Erdle – Gemälde, Aquarelle, Zeichnungen 1889–1961, Kunsthalle Düsseldorf